# مارتون استرهازي
مارتون استرهازي (بالمجرية: Esterházy Márton)‏ (مواليد 9 أبريل 1956) هو لاعب كرة قدم. يلعب مع منتخب المجر لكرة القدم. سبق له أن لعب في كأس العالم لكرة القدم مع منتخب بلاده.

## روابط خارجية
- مارتون استرهازي على موقع الاتحاد الدولي (مؤرشف)  (الإنجليزية)
- مارتون استرهازي على موقع قاعدة بيانات كرة القدم.إي يو (الإنجليزية)
- مارتون استرهازي على موقع ناشيونال فوتبول تيمز (الإنجليزية)